# Tangbai He
Tangbai He är ett vattendrag i Kina. Det ligger i provinsen Hubei, i den centrala delen av landet, omkring 260 kilometer nordväst om provinshuvudstaden Wuhan.
Genomsnittlig årsnederbörd är 862 millimeter. Den regnigaste månaden är augusti, med i genomsnitt 146 mm nederbörd, och den torraste är januari, med 8 mm nederbörd.